# Campeonato Mundial de Remo de 2011
O 40º Campeonato Mundial de Remo foi realizado entre os dias 28 de agosto e 4 de setembro de 2011, no Lago Bled, em Bled, Eslovênia.

## Resultados

### Masculino
| Evento                              | Ouro | Prata | Bronze |
| ----------------------------------- | --- | --- | --- |
| Scull ind. M1X (03.09)              | Mahe Drysdale · Nova Zelândia · 6:39,56 | Ondřej Synek · Chéquia · 6:40,05 | Alan Campbell · Reino Unido · 6:44,86 |
| Doble scull M2X (02.09)             | Nathan Cohen · Joseph Sullivan · Nova Zelândia · 6:10,76 | Hans Gruhne · Stephan Krüger · Alemanha · 6:10,82 | Cédric Berrest · Julien Bahain · França · 6:14,31 |
| Cuatro scull M4X (03.09)            | Christopher Morgan · James McRae · Karsten Forsterling · Daniel Noonan · Austrália · 5:39,31                                                                                       | Karl Schulze · Philipp Wende · Lauritz Schoof · Tim Grohmann · Alemanha · 5:39,56                                                                                                   | David Sain · Martin Sinković · Damir Martin · Valent Sinković · Croácia · 5:42,82                                                                                      |
| Dos sin timonel M2- (03.09)         | Eric Murray · Hamish Bond · Nova Zelândia · 6:14,77 | Pete Reed · Andrew Triggs-Hodge · Reino Unido · 6:16,27 | Niccolo Mornati · Lorenzo Carboncini · Itália · 6:21,33 |
| Dos con timonel M2+ (02.09)         | Vincenzo Capelli · Pierpaolo Frattini · Niccolo Franchi (t) · Itália · 6:56,45 | William Loockwood · James Chapman · David Webster (t) · Austrália · 6:58,20 | Kevin Light · Steven Vanknotsenburg · Brian Price (t) · Canadá · 7:0076                                                                                                |
| 4 sin timonel M4- (04.09)           | Matthew Langridge · Richard Egington · Tom James · Alex Gregory · Reino Unido · 5:55,18                                                                                            | Stergios Papachristos · Ioannis Tsilis · Georgios Tziallas · Ioannis Christou · Grécia · 5:57,20                                                                                    | Samuel Loch · Drew Ginn · Nicholas Purnell · Joshua Dunkley-Smith · Austrália · 5:58,44                                                                                |
| 8 con timonel M8+ (01.09)           | Gregor Hauffe · Andreas Kuffner · Eric Johannesen · Maximilian Reinert · Richard Schmidt · Lukas Müller · Florian Mennigen · Kristof Wilke · Martin Sauer (t) · Alemanha · 5:28,81 | Nathaniel Reilly-O’Donnell · Cameron Nichol · James Foad · Alex Partridge · Mohamed Sbihi · Gregory Searle · Tom Ransley · Daniel Ritchie · Phelan Hill (t) · Reino Unido · 5:30,83 | Gabriel Bergen · Andrew Byrnes · Jeremianh Brown · Douglas Csima · Malcolm Howard · Conlin McCabe · Robert Gibson · Will Crothers · Brian Price (t) · Canadá · 5:31,18 |
| Scull ind. ligero LM1X (02.09)      | Henrik Stephansen · Dinamarca · 6:54,73 | Pietro Ruta · Itália · 7:01,54 | Duncan Grant · Nova Zelândia · 7:03,30 |
| Doble scull ligero LM2X (04.09)     | Zac Purchase · Mark Hunter · Reino Unido · 6:18,67 | Storm Uru · Peter Taylor · Nova Zelândia · 6:19,01 | Lorenzo Bertini · Elia Luini · Itália · 6:21,33 |
| Cuatro scull ligero LM4X (04.09)    | Francesco Rigon · Daniele Gilardoni · Franco Sancassani · Stefano Basalini · Itália · 6:00,95                                                                                      | Michael Wieler · Stefan Wallat · Jonas Schutzeberg · Ingo Voigt · Alemanha · 6:01,08                                                                                                | Steffen Jensen · Martin Batenburg · Christian Nielsen · Hans Christian Sørensen · Dinamarca · 6:02,81                                                                  |
| Dos sin timonel ligero LM2- (01.09) | Peter Chambers · Kieran Emery · Reino Unido · 8:00,56 | Luca De Maria · Armando Dell’Aquila · Itália · 8:02,03 | Bastan Seibt · Lars Wichert · Alemanha · 8:02,16 |
| 4 sin timonel ligero LM4- (02.09)   | Anthony Edwards · Samuel Beltz · Benjamin Cureton · Todd Skipworth · Austrália · 5:55,10                                                                                           | Daniele Danesin · Abdrea Caianiello · Marcello Miani · Martino Goretti · Itália · 5:56,33                                                                                           | Richard Chambers · Chris Bartley · Paul Mattick · Rob Williams · Reino Unido · 5:57,33                                                                                 |
| 8 con timonel ligero LM8+ (04.09)   | Austrália · 5:44,57 | Itália · 5:44,73 | Dinamarca · 5:46,75 |

- (t) - timoneiro

### Feminino
| Evento                           | Ouro | Prata | Bronze |
| -------------------------------- | --- | --- | --- |
| Scull ind. W1X (04.09)           | Mirka Knapková · Chéquia · 7:26,64 | Ekaterina Karsten · Bielorrússia · 7:28,68 | Emma Twigg · Nova Zelândia · 7:30,68 |
| Doble scull W2X (03.09)          | Anna Watkins · Katherine Grainger · Reino Unido · 6:44,73 | Kerry Hore · Kim Crow · Austrália · 6:45,98 | Fiona Paterson · Anna Reymer · Nova Zelândia · 6:46,74 |
| Cuatro scull W4X (01.09)         | Julia Richter · Tina Manker · Stephanie Schiller · Britta Oppelt · Alemanha · 6:18,37                                                                                           | Stesha Carle · Natalie Dell · Adrienne Martelli · Megan Kalmoe · Estados Unidos · 6:19,90 | Sarah Gray · Louise Trappitt · Fiona Bourke · Eve Macfarlane · Nova Zelândia · 6:23,33                                                                                         |
| Dos sin timonel W2- (01.09)      | Juliette Haigh · Rebacca Scown · Nova Zelândia · 6:58,16 | Helen Glover · Heather Stanning · Reino Unido · 6:58,24 | Sarah Tait · Kate Hornsey · Austrália · 7:03,98 |
| 4 sin timonel W4- (03.09)        | Sarah Zelenka · Kara Kohler · Emily Regan · Sara Hendershot · Estados Unidos · 6:30,30                                                                                          | Peta White · Renee Chatterton · Pauline Frasca · Kate Hornsey · Austrália · 6:31,18 | Wianka van Dorp · Olivia van Rooijen · Elisabeth Hogerwerf · Femke Dekker · Países Baixos · 6:34,06                                                                            |
| 8 con timonel W8+ (02.09)        | Esther Lofgren · Zsuzsanna Francia · Meghan Musnicki · Taylor Ritzel · Jamie Redman · Amanda Polk · Caroline Lind · Eleanor Logan · Mary Whipple (t) · Estados Unidos · 6:03,65 | Janine Hanson · Rachele Viinberg · Natalie Mastracci · Cristy Nurse · Krista Guloien · Ashley Brzozowicz · Darcy Marquardt · Andreanne Morin · Lesley Thompson-Willie (t) · Canadá · 6:04,39 | Alison Knowles · Jo Cook · Jessica Eddie · Louisa Reeve · Natasha Page · Lindsey Maguire · Katie Solesbury · Victoria Thornley · Caroline O’Connor (t) · Reino Unido · 6:06,03 |
| Scull ind. ligero LW1X (02.09)   | Fabiana Beltrame · Brasil · 7:44,58 | Pamela Weisshaupt · Suíça · 7:48,24 | Lena Müller · Alemanha · 7:50,44 |
| Doble scull ligero LW2X (04.09)  | Christina Giazitzidou · Alexandra Tsiavou · Grécia · 6:59,80 | Lindsay Jennerich · Patricia Obee · Canadá · 7:03,46 | Hester Goodsell · Sophie Hosking · Reino Unido · 7:04,33 |
| Cuatro scull ligero LW4X (03.09) | Stephanie Cullen · Imogen Walsh · Kathryn Twyman · Andrea Dennis · Reino Unido · 6:28,14                                                                                        | Pan Dandan · Tang Chanjuan · Liu Jing · Yan Xiaohua · China · 6:30,41 | Hillary Saeger · Nicole Dinion · Lindsey Hochman · Katherine Robinson · Estados Unidos · 6:33,91                                                                               |

- (t) - timoneiro

## Tabela de medalhas
Atualizada em 2 de setembro de 2011
| #     | País           | Ouro | Prata | Bronze | Total |
| ----- | -------------- | ---- | ----- | ------ | ----- |
| 1     | Reino Unido    | 5    | 3     | 4      | 12    |
| 2     | Nova Zelândia  | 4    | 1     | 4      | 9     |
| 3     | Austrália      | 3    | 3     | 2      | 8     |
| 4     | Itália         | 2    | 4     | 2      | 8     |
| 5     | Alemanha       | 2    | 3     | 2      | 7     |
| 6     | Estados Unidos | 2    | 1     | 1      | 4     |
| 7     | Grécia         | 1    | 1     | 0      | 2     |
| 7     | Chéquia        | 1    | 1     | 0      | 2     |
| 9     | Dinamarca      | 1    | 0     | 2      | 3     |
| 10    | Brasil         | 1    | 0     | 0      | 1     |
| 11    | Canadá         | 0    | 2     | 2      | 4     |
| 12    | Bélgica        | 0    | 1     | 0      | 1     |
| 12    | Chile          | 0    | 1     | 0      | 1     |
| 12    | Suécia         | 0    | 1     | 0      | 1     |
| 15    | Croácia        | 0    | 0     | 1      | 1     |
| 15    | França         | 0    | 0     | 1      | 1     |
| 15    | Países Baixos  | 0    | 0     | 1      | 1     |
| Total | Total          | 22   | 22    | 22     | 66    |